# Glen Mitchell (Radsportler, 1972)
Glen Anthony Mitchell (* 19. Oktober 1972 in Putāruru) ist ein ehemaliger neuseeländischer Radrennfahrer.
1997 gewann er das Straßenrennen der OCC-Straßen-Ozeanienmeisterschaften. 1998 und 1999 wurde Glen Mitchell neuseeländischer Meister im Straßenrennen. Zweimal, 1996 und 2000, startete er bei Olympischen Spielen im Straßenrennen, konnte das Rennen jedoch beide Male nicht beenden.
Von 1999 bis 2003 war Mitchell Profi in verschiedenen US-amerikanischen Mannschaften. 2000 gewann er die Tour of Southland, 2002 wurde er Zweiter der neuseeländischen Meisterschaft im Einzelzeitfahren, 2003 Zweiter im Straßenrennen und Dritter im Einzelzeitfahren. 2004 belegte er in der Gesamtwertung der Tour of Southland Rang zwei. 2005 wurde er nochmals Zweiter der neuseeländischen Straßenmeisterschaft. Dreimal – 1998, 2002 und 2006 – startete er bei Commonwealth Games; 2002 wurde er Vierter im Straßenrennen hinter Stuart O’Grady, Cadel Evans und Baden Cooke.